# 萨利娜·奥尔松
萨利娜·奥尔松（瑞典語：Salina Olsson，1978年8月29日—），瑞典女子足球运动员。她曾代表瑞典国家队参加1999年和2003年国际足联女子世界杯。她也曾参加2004年夏季奥林匹克运动会。